# Když přichází podzim
Když přichází podzim (v originále Quand vient l'automne) je francouzský hraný film z roku 2024, který režíroval François Ozon. Snímek byl uveden v předpremiéře v obci Cosne-Cours-sur-Loire, kde se film natáčel, dne 9. září 2024.

## Děj
Michelle je důchodkyně žijící ve vesnici v Burgundsku. Svůj každodenní život tráví se svou dlouholetou přítelkyní Marie-Claude a starostí o zeleninovou zahradu. Rychlá návštěva její dcery Valérie, která přivezla svého syna Lucase, aby mohl strávit prázdniny u babičky, se změní v tragédii, když se Valérie přiotráví smaženicí, kterou Michelle uvařila. Vztah mezi matkou a dcerou, již tak dost napjatý, se rozpadne a Valérie se synem okamžitě odjíždí do Paříže.
Marie-Claude si vyčítá, že doprovodila Michelle do lesa, ale nezkontrolovala všechny houby. Ona sama má obavy z brzkého propuštění svého syna Vincenta, z vězení, protože se obává, že se vrátí ke starým zvyklostem.
Michelle chce Vincentovi pomoci vrátit se k slušnému životu a najme si ho jako zahradníka. Ten je dojat Michelleinou laskavostí a tak se vydá do Paříže, aby se s Valérií setkal a povzbudil ji k navázání lepšího vztahu s matkou. Zde je svědkem její nehody, př které umírá.
Michelle se dozví o smrti své dcery a cestuje do Paříže. Lucasův otec nabídne, že syna vezme k sobě do Dubaje, ale Lucas se nakonec rozhodne zůstat ve Francii. Michelle se o něj nyní stará a Vincent se k němu chová jako starší bratr. Ve škole je Lucas šikanován. Michelle je nucena Lucasovi odhalit svou minulost. Stejně jako Marie-Claude je bývalou prostitutkou, což bylo důvodem napjatého vztahu s jeho matkou.
O několik let později se osmnáctiletý Lucas, nyní student dějin umění, vrací do své vesnice, kde vyrůstal, aby navštívil svou babičku.

## Obsazení
| Hélène Vincent   | Michelle Giraud, matka Valérie      |
| Josiane Balasko  | Marie-Claude Perrin, Vincentův otec |
| Ludivine Sagnier | Valérie Tessier                     |
| Pierre Lottin    | Vincent Perrin                      |
| Garlan Erlos     | Lucas Tessier                       |
| Sophie Guillemin | policejní kapitánka                 |
| Malik Zidi       | Laurent Tessier                     |
| Paul Beaurepaire | Lucas Tessier v 18 letech           |
| Sidiki Bakaba    | kněz                                |
| Vincent Colombe  | lékař Michelle                      |

## Ocenění
- Mezinárodní filmový festival v San Sebastiánu: Stříbrná mušle pro nejlepšího herce ve vedlejší roli (Pierre Lottin), Cena poroty za nejlepší scénář (François Ozon a Philippe Piazzo)
- César: nominace v kategorii nejlepší herečka (Hélène Vincent)
- Lumières: nominace v kategoriích nejlepší herečka (Hélène Vincent), nejlepší režie (François Ozon), nejnadějnější herec (Pierre Lottin) a nejlepší scénář (François Ozon a Philippe Piazzo)